# Pseudomonas luteola
Pseudomonas luteola és un patogen oportunista, trobat en entorns humits. Originalment assignada al gènere Chryseomonas, l'espècie va ser després assignada al gènere Pseudomonas.

## Morfologia
Pseudomonas luteola és un bacteri gramnegatiu, motil i aerobi. La seva motilitat és deguda a l'acció dels seus flagels. Són bacils d'una longitud de 0.8 a 2.5 μm. Les colònies produeixen un pigment groc-taronja. La temperatura òptima pel seu creixement és 30 °C. Creix millor en agar amb cor suplementat amb 5% de sang de cavall. És també capaç de créixer en TSA, Nutrient Agar, Mac Conkey o CASA Agar.

## Biosorció
Pseudomonas luteola pot adsorbir certs metalls pesants com el Cr(VI) i l'Al(III). Ambdós ions són trobats en aigües residuals industrials. Aquests metalls són concretament l'objectiu de la soca P. luteola TEM05 en condicions relativament àcides (pH 4 i 5 per cada ió respectivament). Els experiments van indicar una capacitat de biosorció màxima de 55.2 mg g-1 per l'Al(III) i 3.0 mg g-1 pel Cr(VI).
Aquesta mateixa soca també produeix un exopolisacàrid (EPS) fet servir en l'adsorció de níquel i coure. Per tal d'adsorbir Ni i Cu a nivells significatius, la -soca ha de ser immobilitzada en bordons d'alginat de calci. Amb aquesta millora, la gamma de capacitats d'adsorció màxima van de 45.87-50.81 mg g-1 i de 52.91-61.73 mg g-1, respectivament.

## Patogenicitat
La forma patògena de Pseudomonas luteola és un sapròfit. És un patogen oportunista que pot causar bacterèmia, meningitis, endocarditis de vàlvula prostètica i peritonitis en éssers humans i animals. La majoria de soques són susceptibles a antibiòtics d'ampli espectre, com cefalosporines i ciprofloxacina. Tanmateix, les infeccions associades amb els implants corporals són altament resistents, i les pròtesis infectades han de ser retirades si això és possible.